# Andrews (North Carolina)
Andrews is een plaats (town) in de Amerikaanse staat North Carolina, en valt bestuurlijk gezien onder Cherokee County.

## Demografie
Bij de volkstelling in 2000 werd het aantal inwoners vastgesteld op 1602.
In 2006 is het aantal inwoners door het United States Census Bureau geschat op 1720, een stijging van 118 (7,4%).

## Geografie
Volgens het United States Census Bureau beslaat de plaats een oppervlakte van
3,5 km², geheel bestaande uit land. Andrews ligt op ongeveer 543 m boven zeeniveau.

## Plaatsen in de nabije omgeving
De onderstaande figuur toont nabijgelegen plaatsen in een straal van 32 km rond Andrews.